# Skansen w Sztokholmie

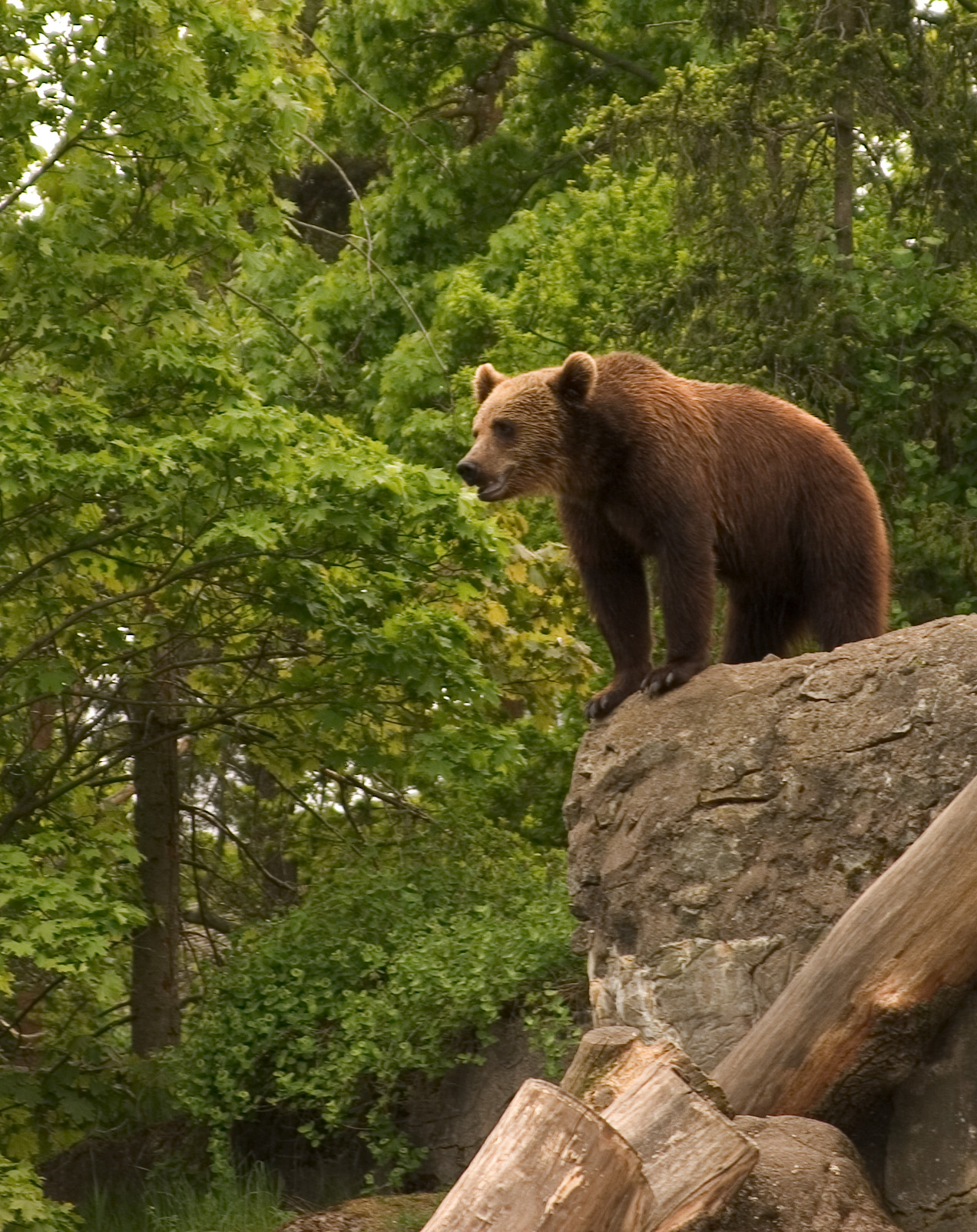
Niedźwiedź brunatny w Skansenie

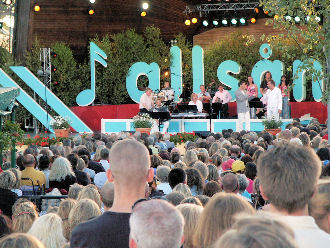
Allsång på Skansen („Wspólne śpiewanie w Skansenie”) to popularne coroczne wydarzenie

Skansen – pierwszy w Szwecji skansen i ogród zoologiczny, ulokowane na wyspie Djurgården w Sztokholmie. Zostały założone w 1891 przez Artura Hazeliusa (1833–1901), aby ukazać sposób życia w różnych rejonach Szwecji przed epoką industrialną.
Obecnie w Skansenie znajduje się około 140 budynków, a najstarszy z nich (Vastveitloftet) pochodzi z XIV wieku. Znaleźć tam można także m.in. starą aptekę, piekarnię, sklep spożywczy, pocztę, warsztat mechaniczny, hutę szkła, szkołę i kościół z Seglory w replice XIX-wiecznego miasteczka.
Pracownicy skansenu w strojach z epoki demonstrują czynności wykonywane dawniej na co dzień w domach i miejscach pracy zarówno na wsi, jak i w mieście (np. przędzenie, pranie, prace w ogrodzie) przy użyciu starych technik i narzędzi.
W zoo zobaczyć można zwierzęta żyjące na wolności w Skandynawii (m.in. niedźwiedź, łoś, foka, jeleń), jak i zwierzęta gospodarskie (świnie, kury, konie, kozy).

## Galeria

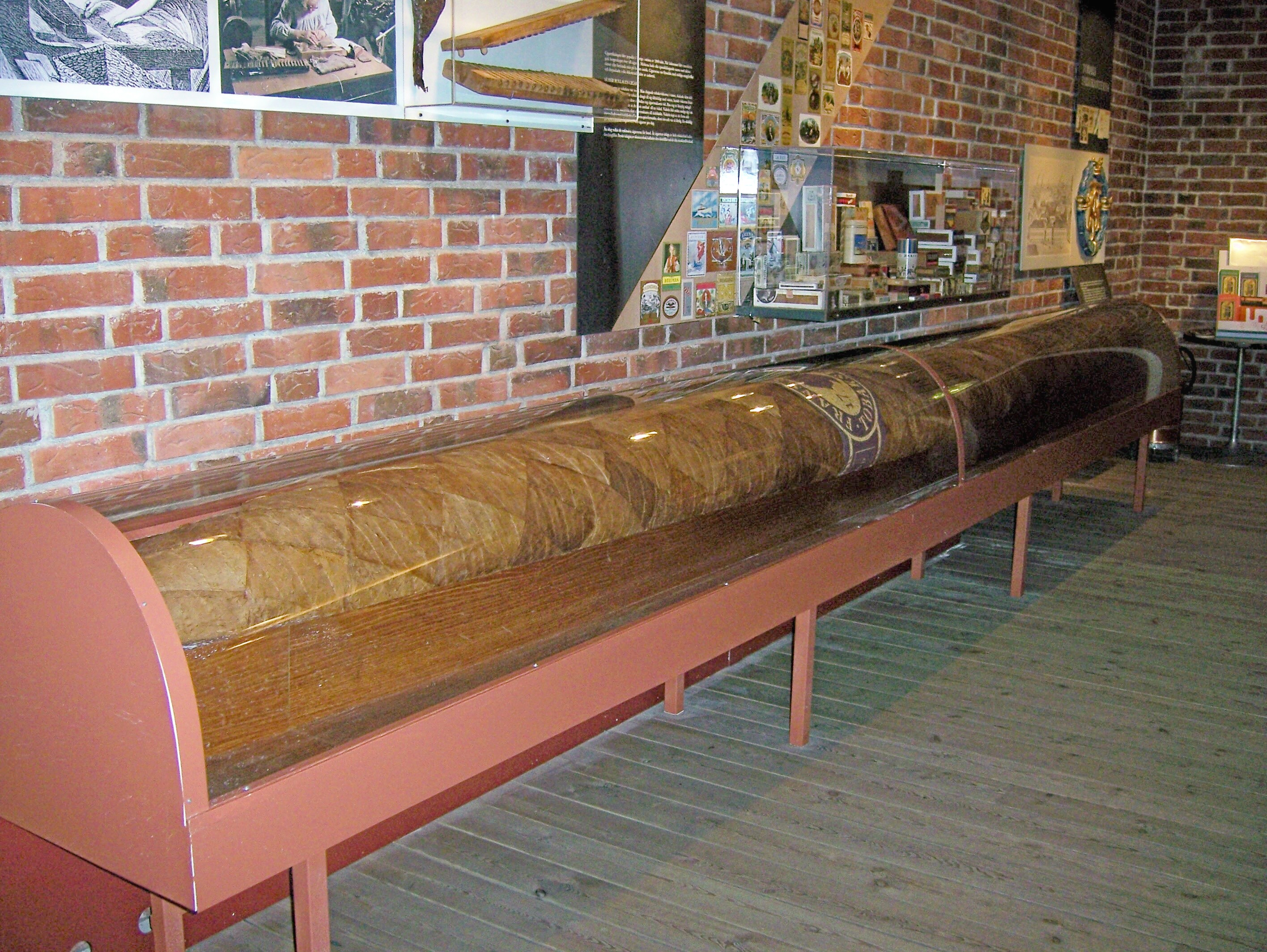
Największe cygaro na świecie w Muzeum Zapałek i Tytoniu
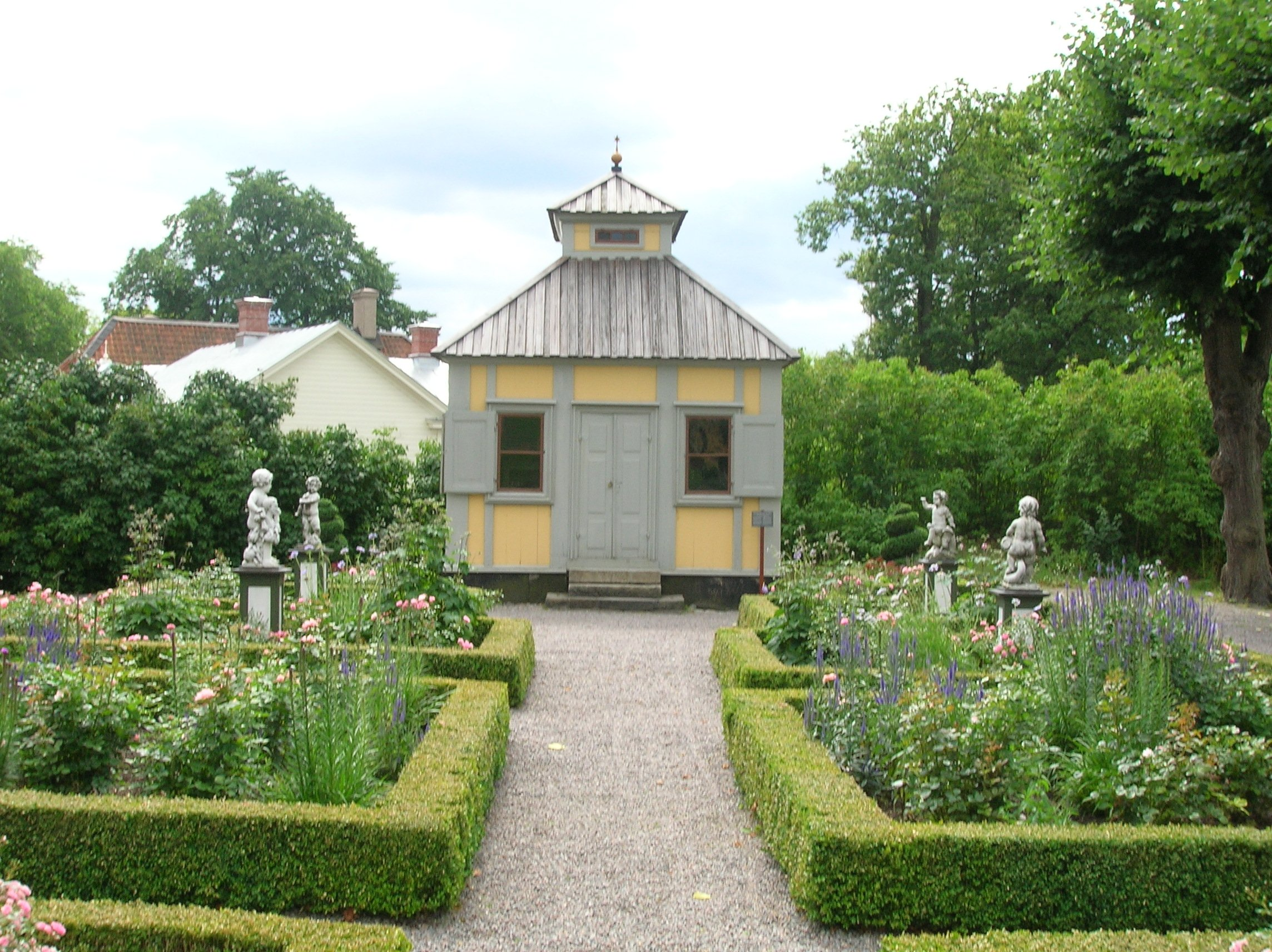
Domek letni Swedenborga.
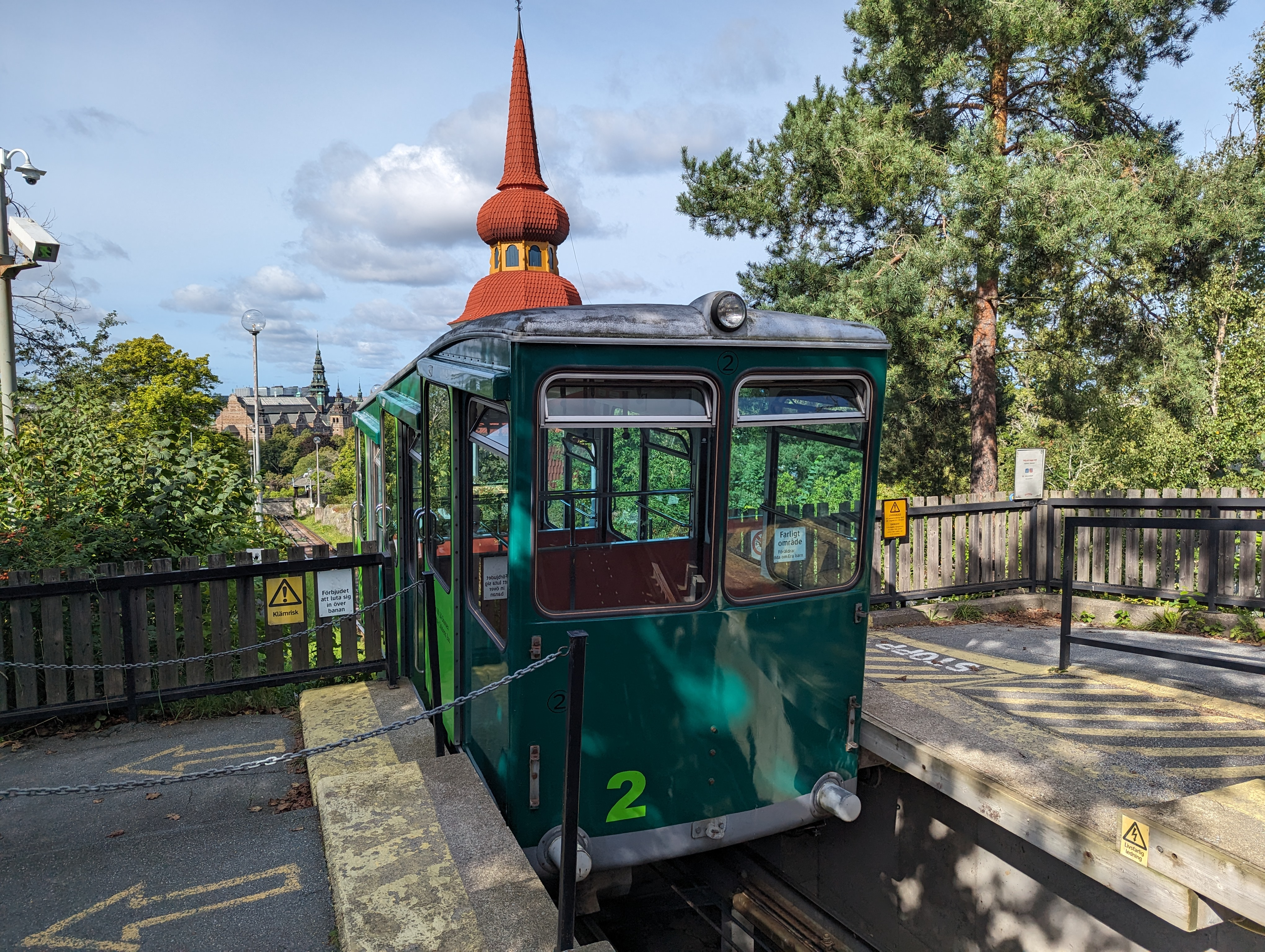
Kolej linowo terenowa (Skansens bergbana).
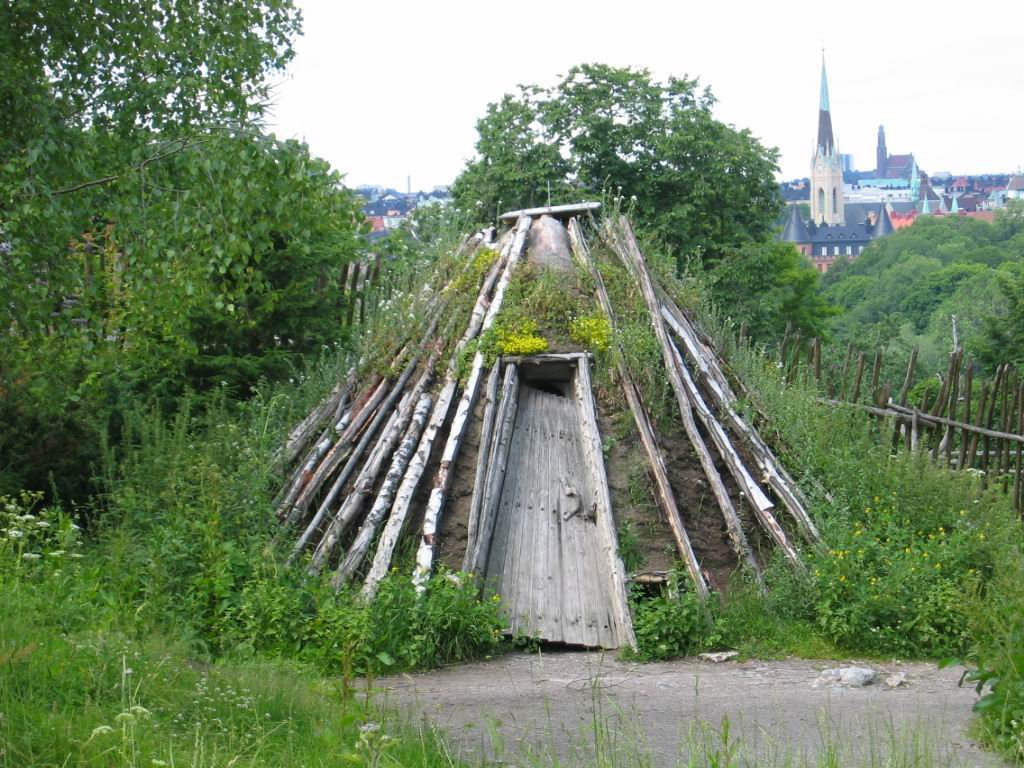
Lapońska chatka.
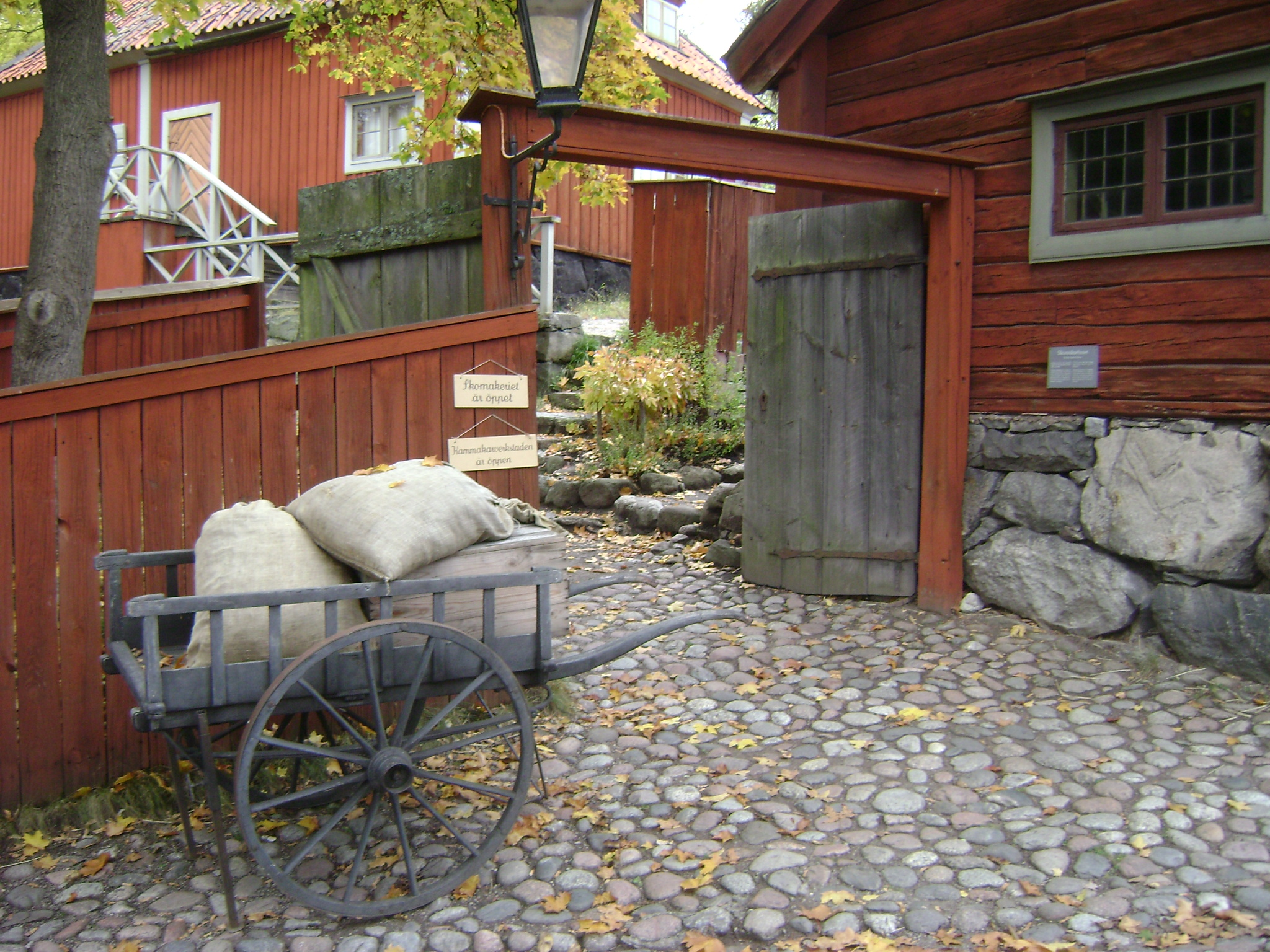
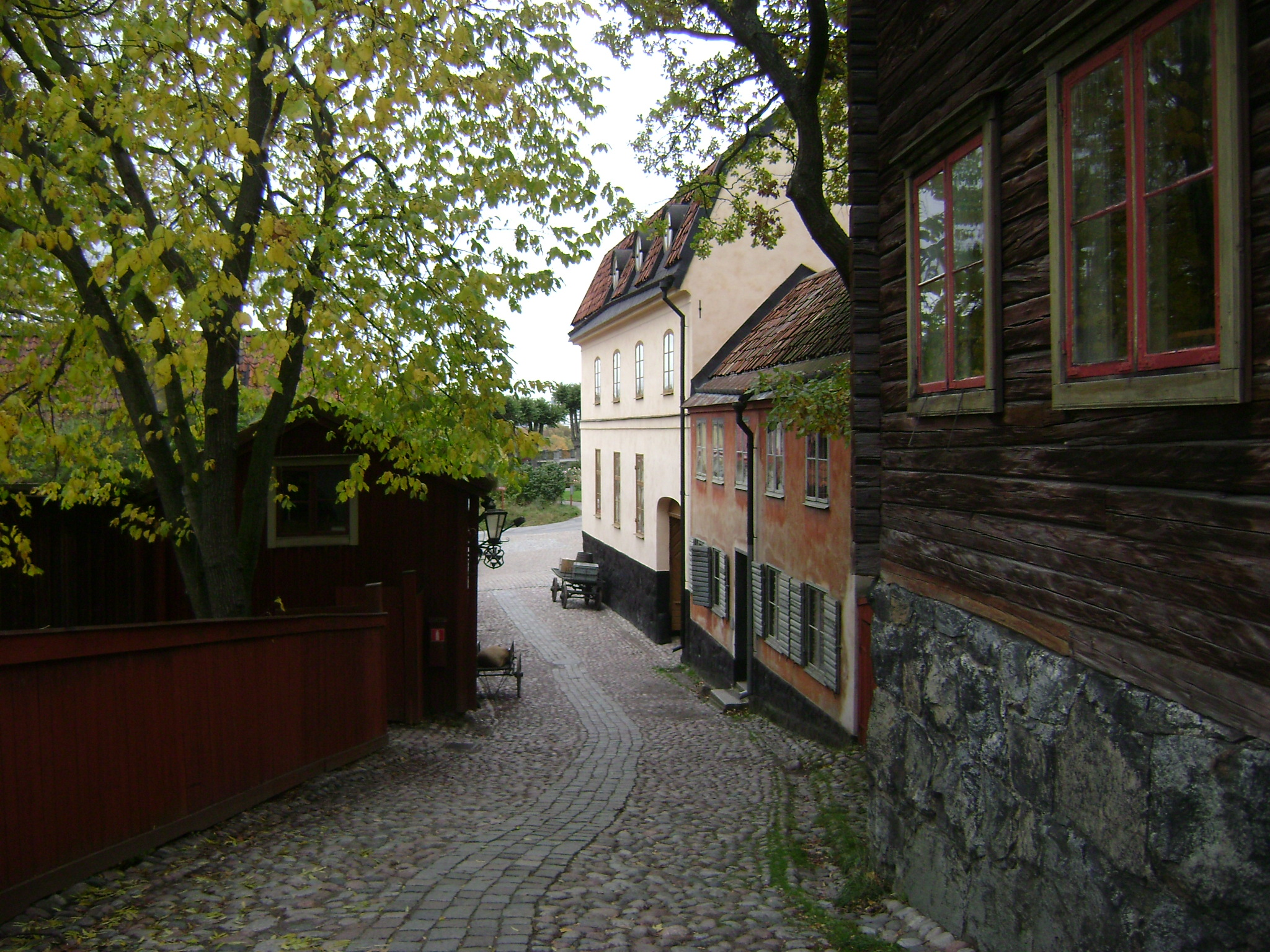
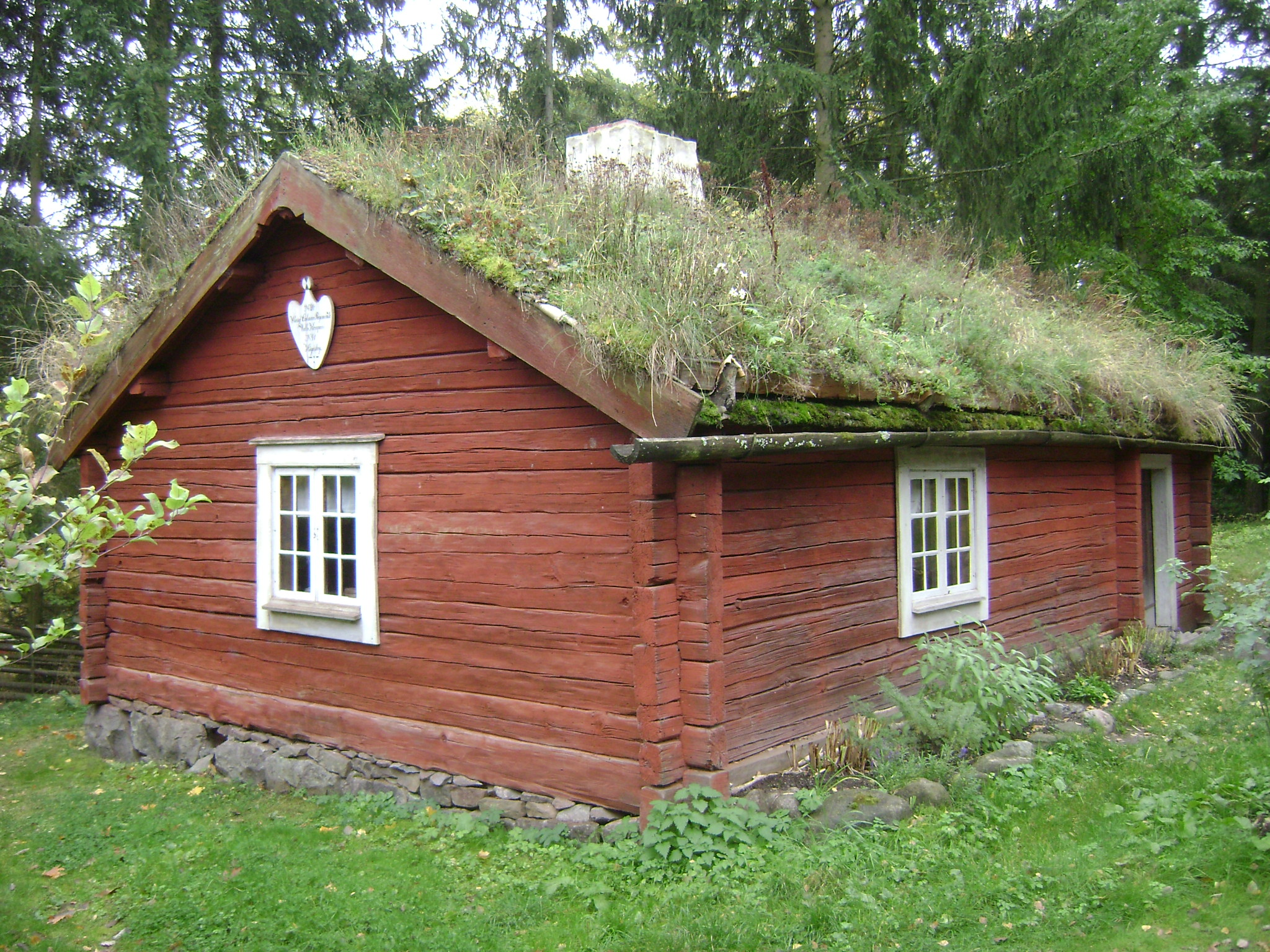
Domek rodziny kowala
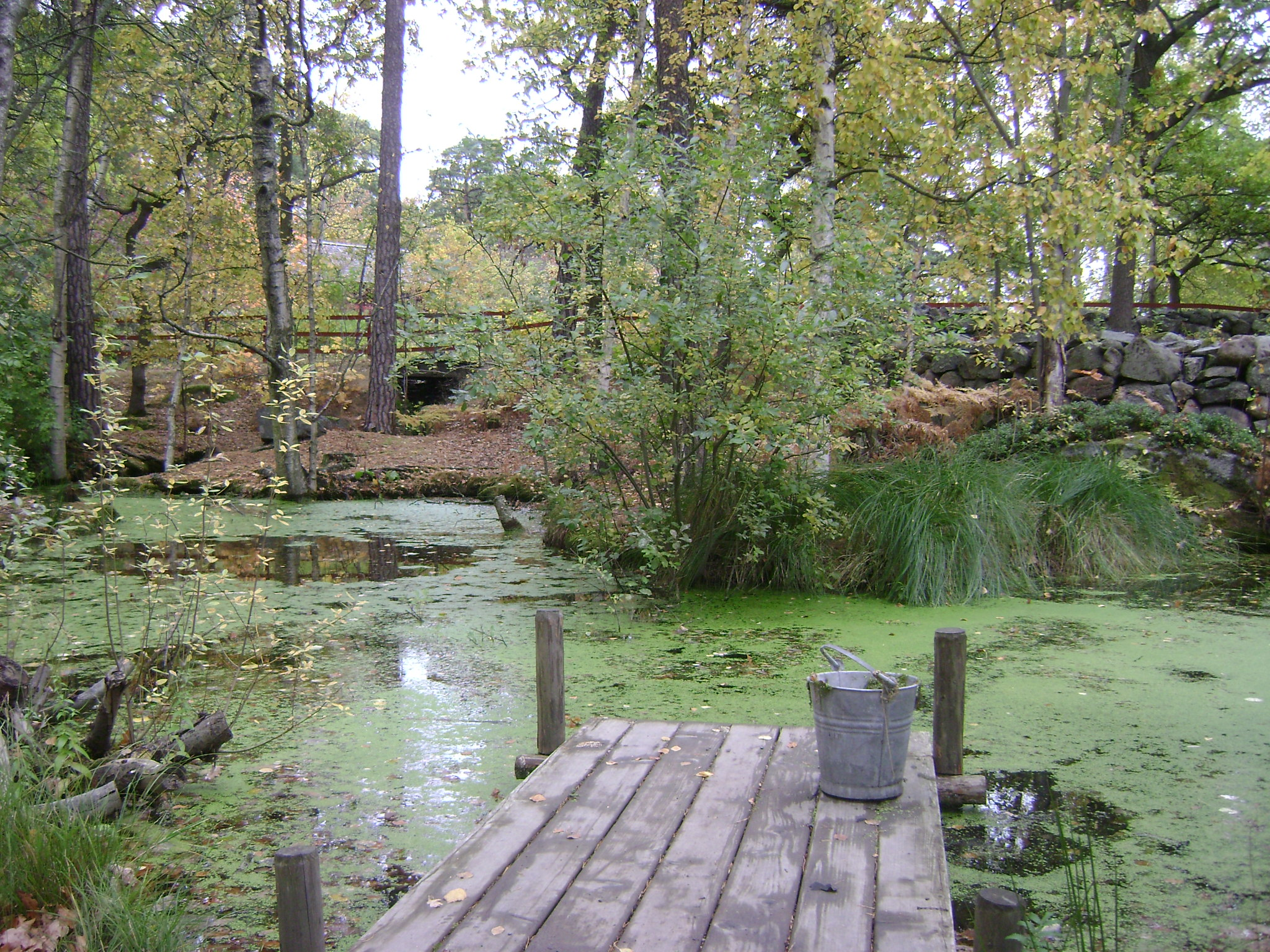
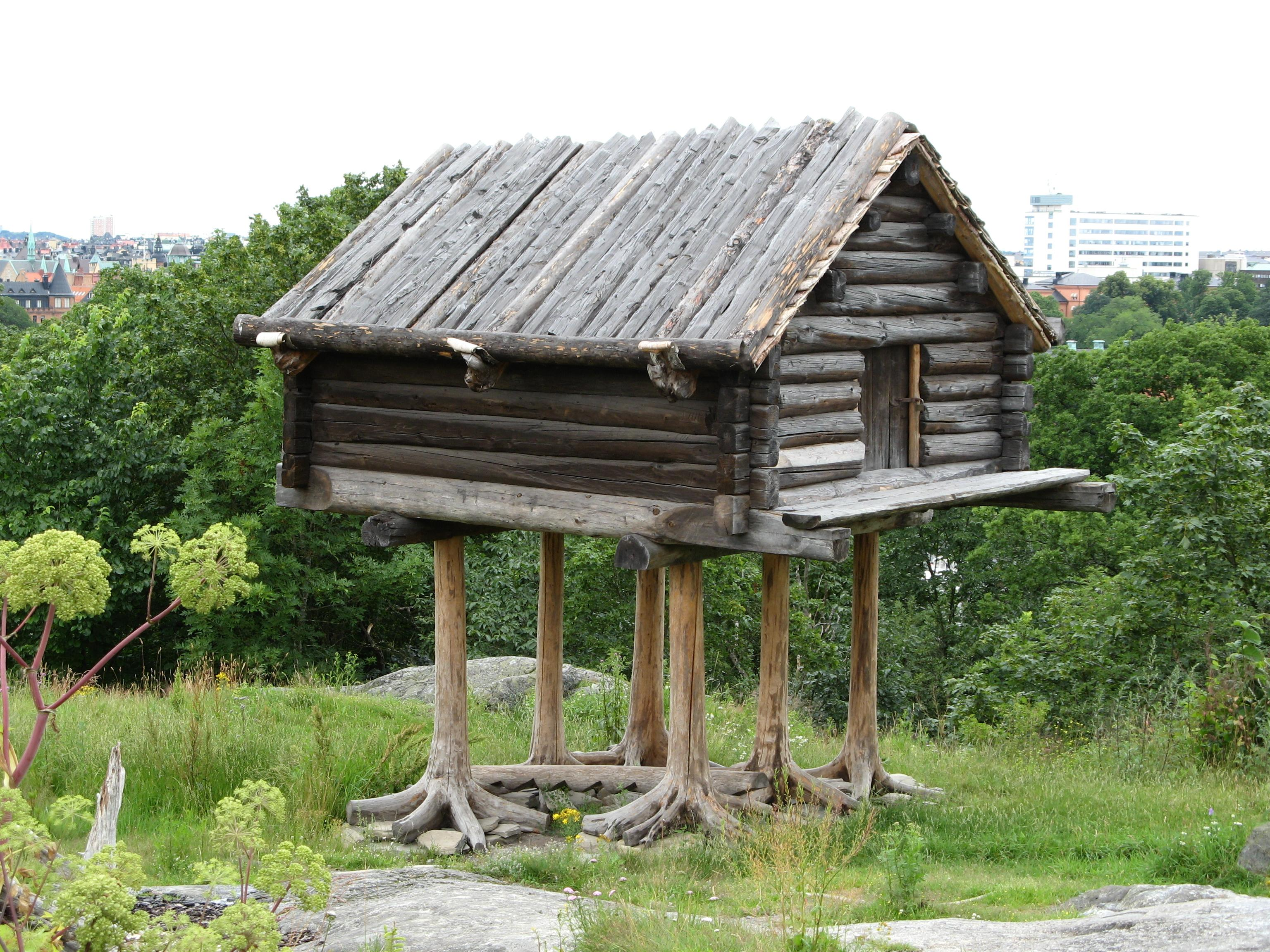
Lapoński składzik
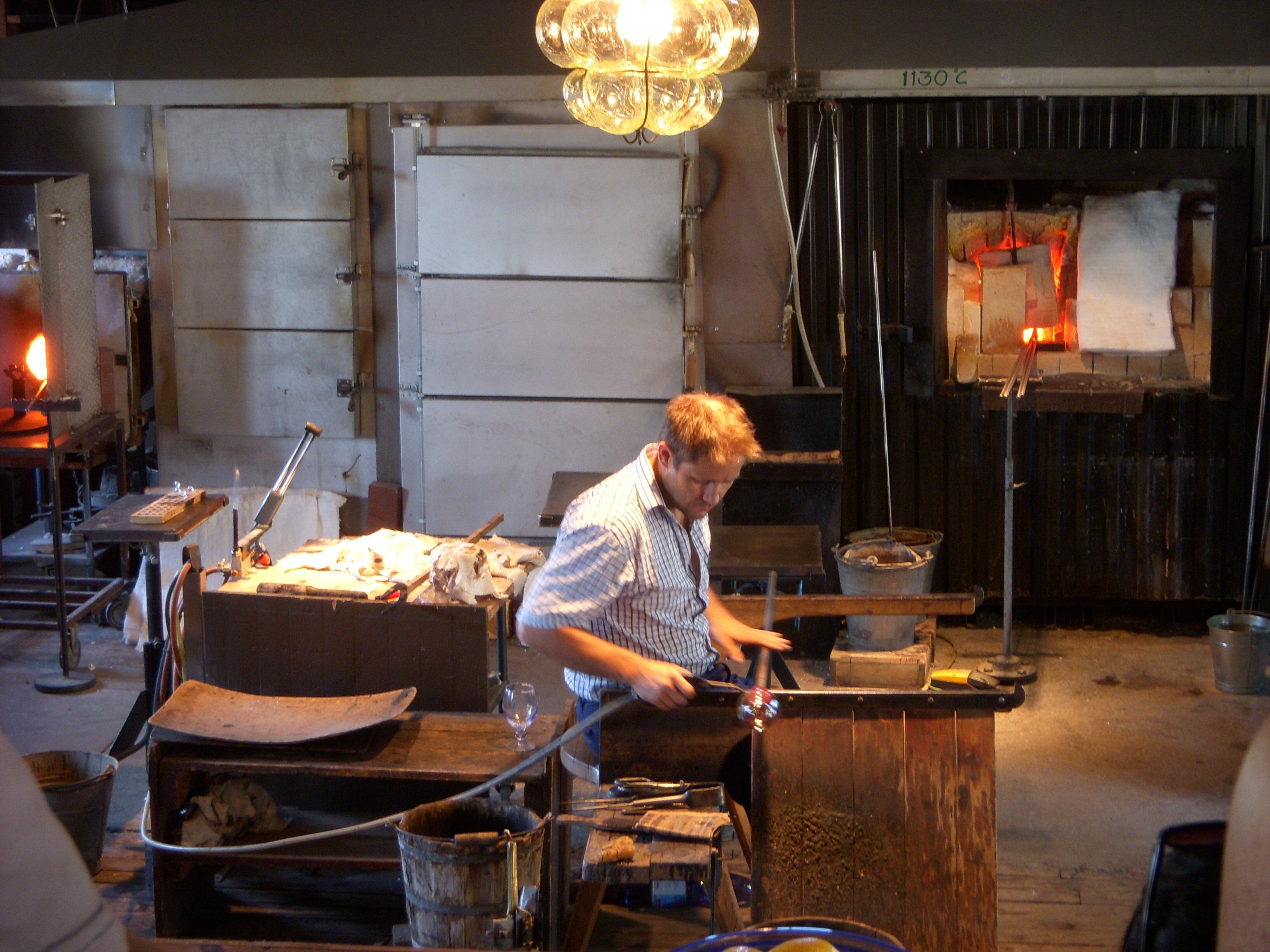
Huta szkła